# فخرالدین پرلیاچا
فخرالدین پرلیاچا (انگلیسی: Fahrudin Prljača؛ زادهٔ ۳ نوامبر ۱۹۴۴) بازیکن فوتبال اهل یوگسلاوی بود.
از باشگاه‌هایی که در آن بازی کرده‌است می‌توان به باشگاه فوتبال سارایوو اشاره کرد.
وی همچنین در تیم ملی فوتبال یوگسلاوی بازی کرده‌است.